# بولشایا سلودکا
بولشایا سلودکا (به لاتین: Bolshaya Sludka) یک منطقهٔ مسکونی در روسیه است که در استان آرخانگلسک واقع شده‌است.